# Вілфред Ґренфелл
Сер Вілфред Томасон Ґренфелл (28 лютого 1865 – 9 жовтня 1940) — лікар та медичний місіонер у Ньюфаундленді та Лабрадорі. У 1892 році Ґренфелл отримав скерування до Ньюфаундленду. Він був першим, хто запровадив професійні медичні послуги мешканцям та колоністам Ньюфаундленду і Північного Лабрадору. Окрім власне медичної практики, доктор Ґренфелл будував лікарні, школи та дитячі притулки . Заснована ним місія обслуговувала інуїтів, корінних мешканців та рибалок-колоністів Ньюфаундленду. За роки служіння людям цих громад він згодом був нагороджений орденом Св. Михайла та Св. Георгія.
Ґренфелл одружився в 1909 році з Анною Елізабет Колдвел Маккланаган. У них було троє дітей. Анна цілковито присвятила себе допомозі чоловікові. Вона старалась максимально забезпечити йому комфорт, наскільки це можливо було в умовах півночі. Вона організовувала його поїздки і лекції для збору коштів, редагувала його статті і книги, старалась забезпечити достойну освіту дітям. Хоча вона хворіла, та не виказувала назовні своїх потреб, приховувала свої болі, вважаючи чоловікову діяльність важливішою. Померла у 1938 році.
В 1978 році в Сент-Ентоні, Ньюфаундленд і Лабрадор групою волонтерів було створене Історичне товариство імені сера Вілфреда Томасона Ґренфелла. Товариство придбало будинок Ґренфелла в Сент-Ентоні. Будинок відреставровано як музей та архів.
Іменем Вілфреда Ґренфелла названо ряд кораблів, у тому числі патрульний криголам берегової охорони «Сер Вілфред Ґренфелл».